# 伯內特 (伊利諾伊州)
伯內特（英語：Burnett）是位於美國伊利諾伊州比羅縣的一個非建制地區。該地的面積和人口皆未知。

## 地理
伯內特的座標為41°16′38″N 89°39′49″W / 41.27722°N 89.66361°W，而該地的平均海拔高度為237米（即778英尺）。